# Dassault Falcon 8X
Die Falcon 8X ist ein Geschäftsreiseflugzeug des französischen Herstellers Dassault Aviation, das seit Oktober 2016 ausgeliefert wird. Die Maschine ist für sehr große Reichweiten optimiert. Als Nachfolger der Falcon 7X tritt sie in Konkurrenz mit den Modellen G550 und G650 von Gulfstream sowie Global 7000 und 8000 von Bombardier.

## Geschichte
Die Entwicklung begann bereits 2011 unter dem Projektnamen M1000. Die Falcon 8X stellt eine Weiterentwicklung der 7X dar, wobei unter anderem die Aerodynamik verbessert, der Rumpf gestreckt und die Treibstoffkapazität erhöht wurde. Das Projekt wurde am 19. Mai 2014 im Rahmen der EBACE der Öffentlichkeit vorgestellt. Der Erstflug fand am 6. Februar 2015 statt, 2016 erfolgte die Zulassung, am 5. Oktober 2016 wurde die erste Maschine an den griechischen Kunden Amjet Executive ausgeliefert. Der Verkaufspreis soll bei rund 58 Mio. US$ liegen.

## Konstruktion
Die Konstruktion basiert auf dem Design der 7X. Der Flügel wurde jedoch auf aerodynamische Effizienz getrimmt und mit Hilfe der Erfahrungen aus dem Betrieb der 7X um ungefähr 270 kg leichter. Um den Widerstand weiter zu reduzieren, wurde die statische Stabilität reduziert. Der Rumpf wurde um 1,1 m verlängert, um zusätzlichen Raum für die Kabine und weitere 1300 kg Kraftstoff zu schaffen. Für den Antrieb sind drei leistungsstärkere Triebwerke PW307D von Pratt & Whitney mit je 29,9 kN vorgesehen.
Das Flugzeug hat ein Fly-by-Wire-Flugsteuerungssystem. Optional kann das Cockpit mit Head-up-Displays von Elbit Systems ausgestattet werden. Die Maschine ist aerodynamisch so ausgelegt, dass sie die steilen Anflüge (etwa 5° Gleitweg statt der üblichen 3°) des London City Airports fliegen kann und für diesen zugelassen ist.

## Technische Daten
Mit ihren Leistungsdaten liegt die Falcon 8X über denen des Vorgängers 7X, allerdings unter denen der direkten Konkurrenzmuster Gulfstream G650 und Global 7000/8000, die eine um etwa 2.000 Kilometer höhere Reichweite bei höherer Geschwindigkeit (Mach 0,85) erreichen. Allerdings ist der Treibstoffverbrauch der anderen Typen, trotz der dreistrahligen Ausführung der Falcon, höher und die französische Konstruktion durch ihre vergleichsweise hohe maximal mögliche Landemasse (nur 5 Tonnen unter dem maximalen Startgewicht) im Vorteil, da mehrere kurze, aufeinander folgende Streckenabschnitte ohne Tanken geflogen werden können. Das Flugzeug besitzt ein synthetisches Sichtsystem (FalconEye), das nächtliche Anflüge bei begrenzter Sicht ermöglicht.
| Kenngröße            | Daten                                          |
| -------------------- | ---------------------------------------------- |
| Besatzung            | 2                                              |
| Länge                | 24,46 m                                        |
| Spannweite           | 26,29 m                                        |
| max. Startmasse      | 33.000 kg                                      |
| max. Landemasse      | 28.304 kg                                      |
| Reisegeschwindigkeit | Mach 0,8                                       |
| max. Flughöhe        | 51.000 ft (15.500 m)                           |
| Reichweite           | 6450 NM (11.950 km)                            |
| Triebwerke           | 3 × Pratt & Whitney PW307D mit jeweils 29,9 kN |

## Nutzer
Neben der Nutzung als Geschäftsreiseflugzeug gibt es auch eine militärische Version zur elektronischen Aufklärung. Diese SIGINT-Version wird als Archange (frz. für Erzengel) bezeichnet, ein Akronym für Avion de Renseignement à Charge utile de Nouvelle Genération (Aufklärungsflugzeug mit einer Nutzlast neuer Generation) und mit einem Aufklärungssystem von Thales ausgerüstet. Frankreich plant drei Flugzeuge zu beschaffen. Des Weiteren betreibt der Volkswagen Air Service zwei Dassault Falcon 8X.

### Staatliche Nutzer
- RA-09606 – Regierung der Republik Tatarstan
- SU-BTW – Regierung der Arabischen Republik Ägypten
- 3A-MGA – Regierung von Monaco